# Wagoto

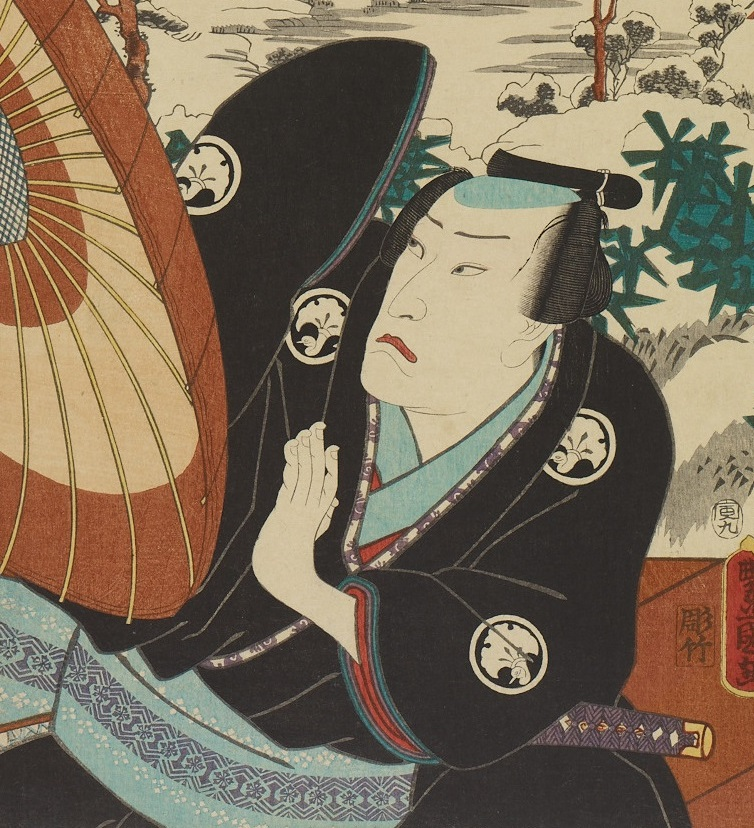
Kataoka Nizaemon VIII interpretando el personaje wagoto de Chūbei en la escena Ninokuchi-mura de Un mensaje de amor desde Yamato.
Ukiyo-e de Utagawa Kunisada.

Wagoto (和事) es un estilo de interpretación altamente estilizado en kabuki, usado generalmente en personajes de jóvenes amantes de naturaleza delicada y refinada, caracterizado por su elegencia, con elementos casi femeninos en sus gestos y forma de hablar.
Dentro de los roles principales masculinos o tachiyaku, el estilo wagoto es una subcategoría de los roles nimaime, y se encuentra en el extremo opuesto al aragoto, que utiliza maquillaje kumadori, movimientos y discursos enérgicos y poses mie. A los actores que se especializan en este estilo se los conoce como wagotoshi.
Este estilo fue creado por el legendario actor Sakata Tōjūrō I (1647-1709) en la región Kamigata que comprende las ciudades de Kioto y Osaka. Desde entonces, el estilo wagoto ha estado especialmente ligados a actores y obras de esta región. También existe un estilo wagoto propio de la ciudad de Edo, desarrollado por el actor Nakamura Shichisaburō I (1662-1708).
Algunos de los roles wagoto más importantes son Izaemon en Kuruwa Bunshō, Chūbei en Un mensaje de amor desde Yamato, Tokubē en Sonezaki Shinjū y Jihe en Shinju Ten no Amijima. Otros personajes combinan elementos de varios estilos, como por ejemplo Sukeroku en Sukeroku Yukari no Edo Zakura, que tiene elementos tanto de wagoto como de aragoto, o Yohei en Futatsu Chocho Kuruwa Nikki, que combina los estilos wagoto y jitsugoto.